# Travis Fulton
Travis Joe Fulton (Waterloo, 29 de mayo de 1977-Linn, 10 de julio de 2021) fue un boxeador profesional y MMA estadounidense. Travis fue conocido por su impresionante récord de MMA, que tiene increíbles 358 peleas (en eventos como UFC, WEC, Pancrase, King of the Cage y RINGS), con 253 victorias. Debido a esto, fue conocido como "El Ironman".)
Fulton tiene en su récord importantes victorias sobre reconocidos exluchadores de MMA como Joe Riggs, Wesley Correira y Heath Herring. En UFC, Travis formó parte de las ediciones 20 y 21 del evento, ambas en 1999, con una victoria y una derrota. Otros números impresionantes en su plan de estudios: solo en 2008, Fulton tuvo 41 peleas. Desde el 12 de enero de 2008 hasta el 24 de abril de 2010, derrotó a 28 oponentes y no perdió ninguno. Antes, del 23 de abril de 2005 al 5 de mayo de 2007, lo hizo mejor: 40 triunfos seguidos. En cuanto a derrotas, tiene como máximo tres seguidas.